# 拉卡爾德拉縣

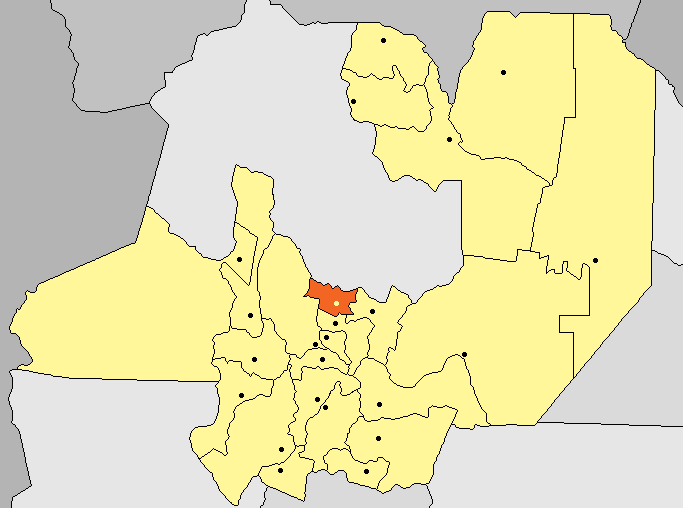

24°36′4″S 65°22′43″W / 24.60111°S 65.37861°W
拉卡爾德拉縣（西班牙語：Departamento de La Caldera），是阿根廷的縣份，位於該國西北部薩爾塔省，首府設於拉卡爾德拉，面積867平方公里，該地區的地震活動頻繁和低強度，2010年人口7,763，人口密度每平方公里8.95人。